# 子守歌 (ガーシュウィン)
「子守歌」（こもりうた、Lullaby）は、アメリカの作曲家ジョージ・ガーシュウィンが1919年に作曲した弦楽四重奏のための作品。訳さずに「ララバイ」とも呼ばれる。

## 概要
この作品は、1919年に作曲された。
作曲の経緯については定かではないが、生前は出版されず、ガーシュウィンの死後30年余りを経て、1968年にようやく出版された。作詞家として弟ジョージと共に多くのヒット曲を世に送り出した兄のアイラ・ガーシュウィンは「他の有名な作品と同列には扱えないでしょうが、私はこのチャーミングで慈しみを持った音楽が大好きです」というコメントを残している。
なお、この曲は元来弦楽四重奏のために書かれているが、弦楽合奏で演奏されることもある。演奏時間は約7分である。
また、本作はガーシュウィンにとって初めてのクラシック音楽作品であり、和声の練習のための作品とも言われている。